# Mohand-Aârav Bessaoud
Mohand-Aârav Bessaoud (in berbero: Muḥend Arab Besaɛud; Ouadhia, 24 dicembre 1924 – Newport, 1º gennaio 2002) è stato uno scrittore e attivista berbero con cittadinanza algerina.
Descritto come il padre spirituale del berberismo, era un mujahid durante la guerra di liberazione tra il 1954 e il 1962.
È stato fondatore dell'Accademia berbera a Parigi nel 1966, progettista della bandiera berbera moderna e autore di numerosi libri sulla guerra d'indipendenza algerina.

## Opere
- Heureux les Martyrs qui n'ont rien vu: la vérité sur la mort du colonel Amirouche et de Abbane Ramdane, Berbères.
- F.F.S. Espoir et trahison, Imprimerie Cary, Parigi [rééd. FNAR, 1995].
- L'Identité provisoire (Roman), Agraw Imazighene, Parigi.
- Des Petites Gens pour une grande cause. L'histoire de l'Académie berbère (1966-1978), Compte d'auteur, 2000.